# Catascopellus
Catascopellus is een geslacht van kevers uit de familie van de loopkevers (Carabidae). De wetenschappelijke naam van het geslacht is voor het eerst geldig gepubliceerd in 1969 door Straneo.

## Soorten
Het geslacht Catascopellus is monotypisch en omvat slechts de volgende soort:
- Catascopellus crassiceps Straneo, 1969